# 수한초등학교
수한초등학교는 대한민국 충청북도 보은군 수한면 소계리에 있는 공립 초등학교이다.

## 학교 연혁
- 1935년 7월 3일 수한공립보통학교(4년제) 개교
- 1938년 4월 1일 수한공립심상소학교로 개칭
- 1939년 8월 1일 6년제 개편
- 1941년 4월 1일 수한공립국민학교로 개칭
- 1980년 9월 24일 동문회 조직
- 1984년 8월 25일 본관 건물 개축(5교실)
- 1986년 7월 20일 서울 문창국민학교와 자매 결연
- 1996년 3월 1일 수한초등학교로 개칭
- 1999년 9월 1일 동정분교장 통합
- 2000년 6월 11일 교실 심야전기 난방공사
- 2004년 6월 8일 교문 개축 준공
- 2006년 12월 31일 중앙현관 리모델링
- 2007년 3월 2일 과학실 리모델링
- 2007년 8월 23일 운동장 배수로 공사
- 2012년 6월 1일 화상영어 교육활동 실시
- 2012년 8월 1일 원어민 교사 배치
- 2013년 3월 1일 유치원 놀이시설 교체
- 2013년 8월 1일 돌봄교실 리모델링
- 2014년 5월 1일 어린이 놀이시설 교체
- 2017년 2월 9일 제77회 졸업식 (7명, 총 2,996명)
- 2017.07.24 본관 석면 텍스 해체 교체, LED등 설치 공사, 유치원 비막이 통로 및 테크 설치
- 2018.07.04 돌봄교실 리모델링 공사
- 2018.12.03 3학년 교실 리모델링 공사
- 2019.05.30 운동장 놀이쉽터(퍼걸러) 및 의자 설치
- 2019.10.23 화장실 보수 및 기타 전기 공사
- 2019.12.18 소규모체육관(해솔관) 증축공사
- 2023.03.01 우수옥 교장 부임
- 2025.01.06 제85회 졸업식(졸업생 5명, 총 3,037명)

## 참고 자료
- 수한초등학교 - 한국교육학술정보원 학교알리미